# Saint-Vincent-Jalmoutiers
Saint-Vincent-Jalmoutiers es una comuna francesa situada en el departamento de Dordoña, en la región de Nueva Aquitania.

## Demografía
| 303 | 243 | 247 | 236 | 239 | 213 | 253 |
| Para los censos de 1962 a 1999 la población legal corresponde a la población sin duplicidades (Fuente: INSEE [Consultar]) |     |     |     |     |     |     |